# شمس الدين (مقاطعة دورة)
شمس الدين (بالفارسية: شمس الدین) هي قرية تقع في قسم تشكن الريفي (مقاطعة دورة) في إيران. يقدر عدد سكانها بـ 137 نسمة .